# Hamburger

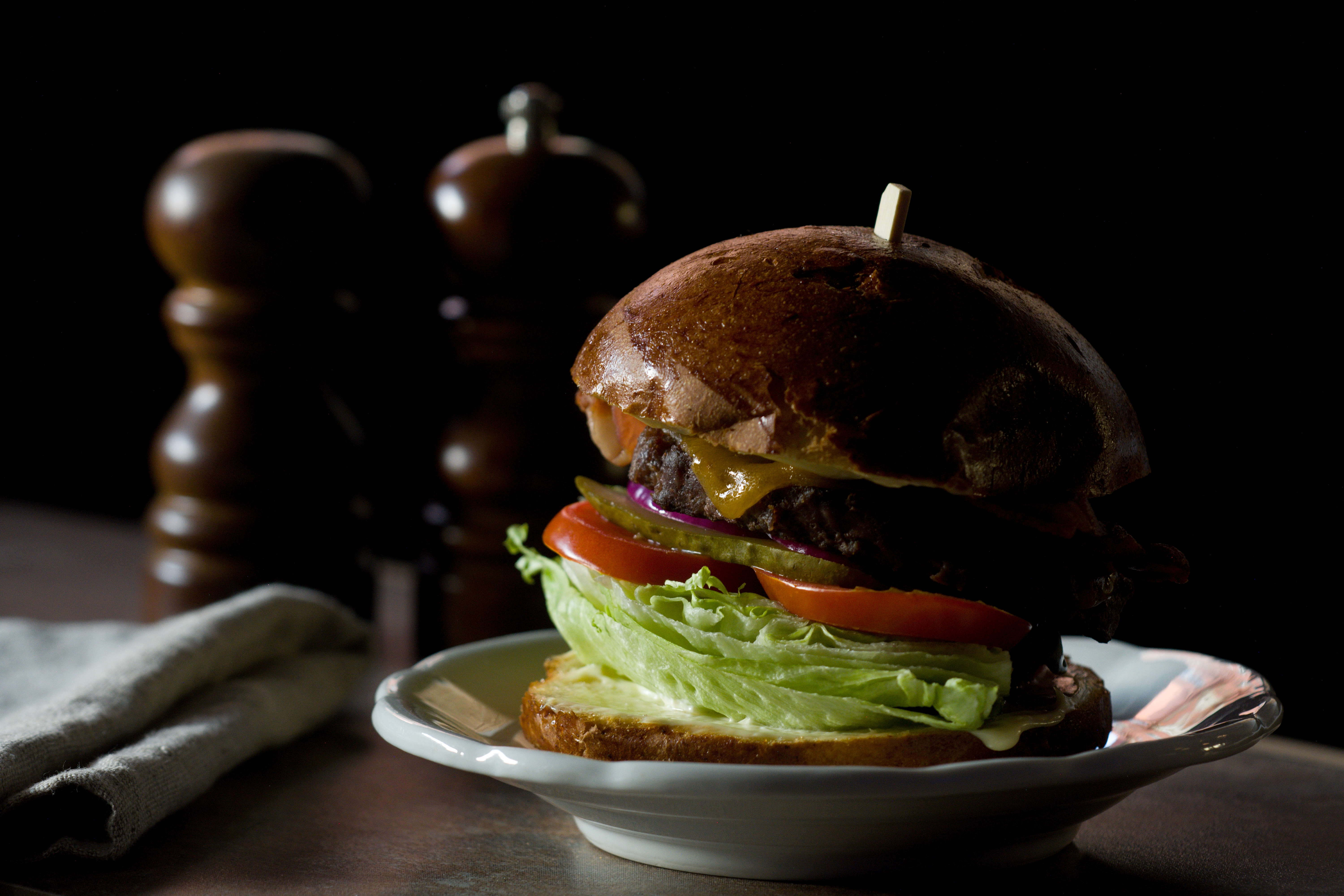
Hamburger s hovězím a zeleninou

Hamburger (nebo pouze burger) je sendvič skládající se z grilované placky mletého masa, nejčastěji hovězího, vepřového, nebo kuřecího vloženého mezi napůl horizontálně rozkrojenou housku pomazanou omáčkou / (dresinkem). Kromě masa se mezi housky často přidává salát (např. hlávkový / ledový), rukola, sýr (čedar), slanina, cibule, okurka (nakládaná) a rajče jedlé. Existuje však mnoho variant hamburgeru včetně bezmasých s rozmanitými ingrediencemi. Například hamburger obsahující sýr se nazývá cheeseburger, s kuřecím masem chickenburger. Navzdory pověsti amerického jídla neobsahuje nic, co by původně pocházelo z území USA. 
Bývá servírován nejčastěji v prodejnách rychlého občerstvení či restauracích. Burger může být servírován rovněž bez housky v tzv. úpravě naked čili naháč.